# Niki Ardelean, colonel în rezervă
Niki Ardelean, colonel în rezervă (în franceză Niki et Flo, în traducere „Niki și Flo”) este un film româno-francez din 2003 regizat de Lucian Pintilie după un scenariu scris de Cristi Puiu și Răzvan Rădulescu. În rolurile principale joacă actorii Victor Rebengiuc, Coca Bloos și Răzvan Vasilescu. A avut premiera în România la 30 ianuarie 2004.

## Rezumat
La sfârșitul anilor 1980, în timpul tranziției democratice românești, un ofițer în rezervă își vede situația socială și pe cea materială deteriorându-se. Cere intervenția familiei lui, pentru a încerca să-și păstreze domiciliul. 

## Distribuție
- Victor Rebengiuc — col. Niki Ardelean, ofițer în rezervă
- Coca Bloos — Pușa Ardelean, soția colonelului
- Răzvan Vasilescu — Florian „Flo” Tufaru, liber-profesionist, vecinul și cuscrul colonelului
- Micaela Caracaș — Doina Tufaru, soția vecinului
- Șerban Pavlu — Eugen Tufaru, inginer informatician, fiul vecinului
- Dorina Chiriac — Angela Tufaru, economistă la Policolor, fata colonelului
- Marius Gâlea — Mihai Ardelean, clarinetist în Filarmonica Armatei, fiul colonelului, care a murit electrocutat
- Andreea Bibiri — Irina Ardelean, soția lui Mihai, nora colonelului
- Constantin Ghenescu — Mihai, tatăl Irinei, cuscrul colonelului
- Aristița Diamandi — mama Irinei, cuscra colonelului
- Alexandru Bindea — cumnatul Irinei, soțul Deliei
- Raluca Penu — Delia, sora Irinei
- Ion Chelaru — nașul de cununie al soților Eugen și Angela Tufaru, ofițer de armată
- Ruxandra Sireteanu — nașa de cununie a soților Eugen și Angela Tufaru
- Matei Alexandru — preotul
- Magda Catone — farmacista
- Constantin Drăgănescu — Predescu, administratorul blocului

## Primire
Filmul a fost vizionat de 6.013 spectatori în cinematografele din România, după cum atestă o situație a numărului de spectatori înregistrat de filmele românești de la data premierei și până la data de 31 decembrie 2014 alcătuită de Centrul Național al Cinematografiei.